# Łukasz Owsian
Łukasz Owsian (ur. 24 lutego 1990 w Toruniu) – polski kolarz szosowy.

## Osiągnięcia
Opracowano na podstawie:

2008
- 3. miejsce w Trofeo Città di Ivrea

2012
- 3. miejsce w Karpackim Wyścigu Kurierów

2013
- 2. miejsce w Dookoła Mazowsza

2014
- 1. miejsce w klasyfikacji górskiej Szlakiem Grodów Piastowskich
- 1. miejsce na etapie 3a Sibiu Cycling Tour (jazda drużynowa na czas)

2015
- 2. miejsce w Memoriale Grundmanna i Wizowskiego
- 3. miejsce w Pucharze Uzdrowisk Karpackich

2016
- 1. miejsce w Visegrad 4 Bicycle Race Grand Prix Poland
- 2. miejsce w Koronie Kocich Gór
- 13. miejsce w mistrzostwach świata (jazda drużynowa na czas)
- 1. miejsce w górskich szosowych mistrzostwach Polski

2017
- 1. miejsce w Koronie Kocich Gór
- 1. miejsce w klasyfikacji górskiej Tour of Britain
- 8. miejsce w mistrzostwach świata (jazda drużynowa na czas)
- 1. miejsce w mistrzostwach Polski (jazda drużynowa na czas)
- 1. miejsce w mistrzostwach Polski (jazda dwójkami)

2018
- 2. miejsce w Tour de Langkawi
- 1. miejsce w Szlakiem Grodów Piastowskich
  - 1. miejsce w klasyfikacji punktowej
  - 1. miejsce na 3. etapie
- 1. miejsce w Memoriale Grundmanna i Wizowskiego
- 3. miejsce w mistrzostwach Polski (start wspólny)
- 9. miejsce w mistrzostwach świata (jazda drużynowa na czas)
- 3. miejsce w górskich szosowych mistrzostwach Polski

2021
- 3. miejsce w mistrzostwach Polski (start wspólny)
- 1. miejsce w klasyfikacji górskiej Tour de Pologne

2022
- 3. miejsce w mistrzostwach Polski (start wspólny)

## Rankingi
| Rok             | 2009 | 2010 | 2011 | 2012 | 2013 | 2014 | 2015 | 2016 | 2017 | 2018 | 2019 | 2020  | 2021 | 2022 | 2023  | 2024  |
| --------------- | ---- | ---- | ---- | ---- | ---- | ---- | ---- | ---- | ---- | ---- | ---- | ----- | ---- | ---- | ----- | ----- |
| World Ranking   |      |      |      |      |      |      |      | 728. | 517. | 197. | 980. | 1506. | 985. | 430. | 2660. | 2416. |
| UCI Europe Tour | 834. | -    | -    | 586. | 304. | 968. | 311. | 447. | 306. | 216. | 705. | 1123. | 735. | 344. | -     | -     |
| UCI Asia Tour   | -    | -    | -    | -    | -    | 324. | 320. | -    | -    | 33.  |      |       |      |      |       |       |
|                 |      |      |      |      |      |      |      |      |      |      |      |       |      |      |       |       |
| Źródło: UCI     |      |      |      |      |      |      |      |      |      |      |      |       |      |      |       |       |